# Curt Bondy
Curt Werner Bondy (* 3. April 1894 in Hamburg; † 17. Januar 1972 ebenda) war ein deutscher Psychologe und Sozialforscher.

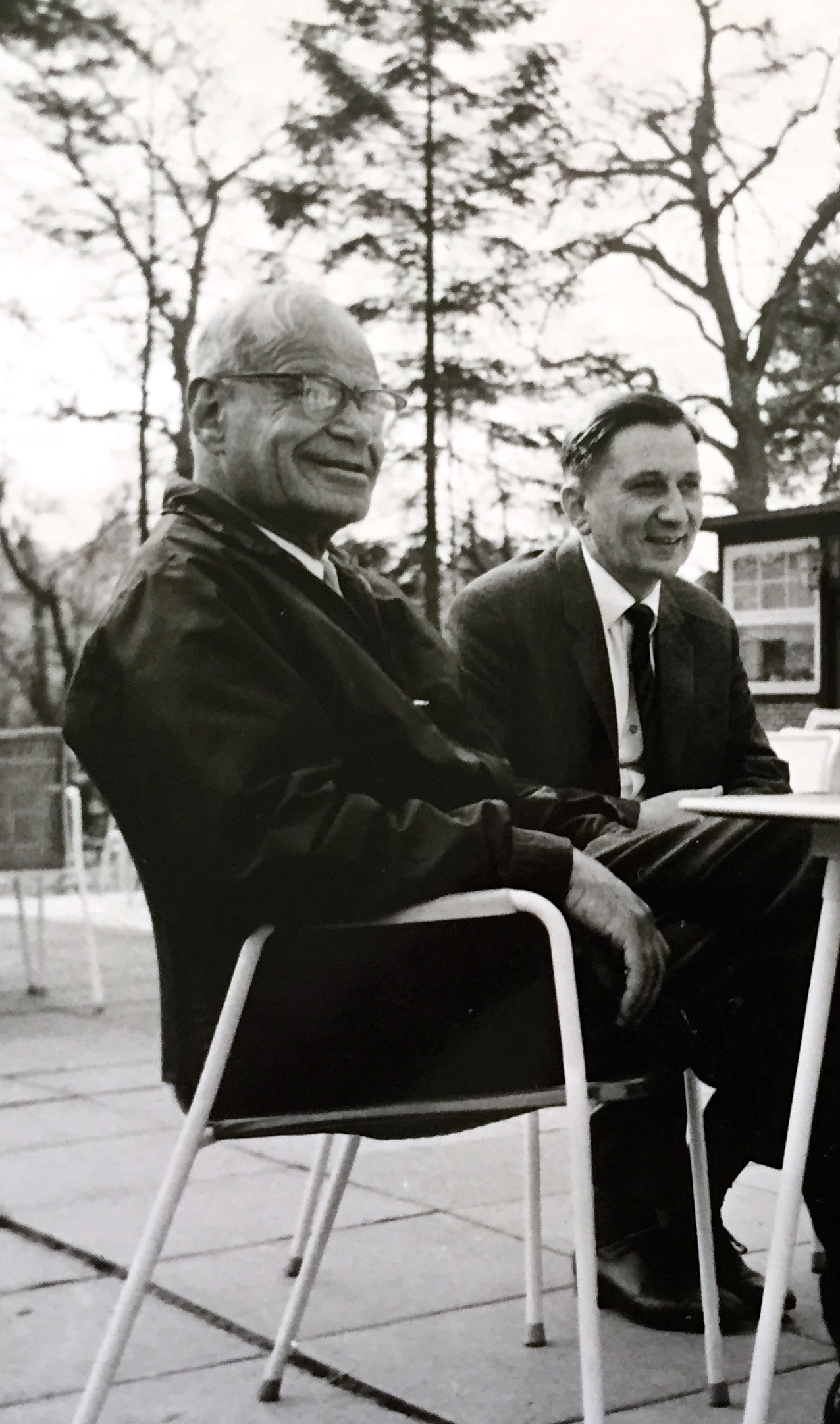
Curt Bondy, links

## Leben
Bondy wuchs in Hamburg in einer großbürgerlichen jüdischen Kaufmannsfamilie als der jüngere Bruder des Reformpädagogen Max Bondy auf.
Er besuchte das Landschulheim Schloss Bischofstein und begann 1914 ein Medizinstudium. Wegen des Kriegsausbruchs musste er das Studium unterbrechen und nahm als Sanitäter am Ersten Weltkrieg teil. Danach studierte er Psychologie in Hamburg und promovierte dort bei William Stern 1921 über „Die Proletarische Jugendbewegung in Deutschland“. Nach Angress war er Mitbegründer der Sozialistischen Studentenschaft in Hamburg und engagierte sich schon während des Studiums sozialpädagogisch, insbesondere auf dem Gebiet der Strafvollzugsreform. Bondy unternahm 1921/22 zusammen mit Walter Herrmann in der Jugendstrafanstalt Hahnöfersand bei Hamburg den „bis heute als bahnbrechend“ geltenden ersten deutschen Versuch einer Reform des Jugendstrafvollzugs. Dieser scheiterte an politischem Widerstand. Von 1923 bis 1925 war Bondy Volontärassistent am Pädagogischen Institut der Universität Göttingen bei Herman Nohl. Er habilitierte sich 1925 in Hamburg bei Nohl und Moritz Liepmann über Pädagogische Probleme im Jugend-Strafvollzug für Sozialpädagogik und Sozialpsychologie und lehrte dort bis 1930 als Assistenzprofessor. Ab 1930 hatte er eine Honorarprofessor für Sozialpädagogik in Göttingen inne und leitete beinahe parallel dazu ein Jugendgefängnis in Eisenach, bis er am 25. April 1933 von seinen Funktionen beurlaubt wurde. Zusammen mit Wilker und Herrmann gilt Bondy als „Vorkämpfer für die Erneuerung der Fürsorgeerziehung und die Pädagogisierung des Jugendstrafvollzugs“.
1933 wurde er aus diesen Positionen vertrieben und arbeitete eine Zeit lang mit Martin Buber im Jüdischen Hilfswerk in Frankfurt am Main. 1936 wurde Bondy von der Reichsvertretung der Deutschen Juden – trotz großer Anfeindungen aus zionistischen Kreisen – zum Leiter des Ausbildungslehrgutes Groß Breesen in Schlesien berufen, das eine wichtige Rolle im Rahmen der Umschichtung spielen sollte.
Nach den Novemberpogromen 1938 wurde Bondy mit den andern Groß Breesenern ins KZ Buchenwald verschleppt, aus dem die meisten der Gruppe im Dezember mit internationaler Hilfe zur sofortigen Emigration entlassen wurden. Bondy hielt sich zuerst in Holland und England auf, wo er nach einem Bericht von Arthur Wolff im Auftrag der Reichsvertretung der Deutschen Juden der Leitung des Kitchener Camps angehörte.
Von England aus konnte Bondy 1939 in die USA emigrieren, wo er im Bundesstaat Virginia am Aufbau der Hyde Park Farm (einem Versuch, Groß Breesen im amerikanischen Exil fortzusetzen) beteiligt war und an der Universität unterrichtete: „Nach seiner erzwungenen Emigration unterrichtete er ab 1940 am traditionsreichen College of William and Mary in Richmond, Virginia, zunächst zeitweilig, später regulär als spärlich bezahlter Instructor. 1948 wurde er dort Full Professor.“
Am 15. April 1950 wurde Bondy Gastprofessor für Psychologie an der Universität Hamburg. Die Stelle wurde zum 1. März 1952 in eine ordentliche Professur umgewandelt. Bondy leitete das Institut für Psychologie bis zu seiner Emeritierung am 30. September 1959. Sein Nachfolger auf dem Lehrstuhl für Psychologie I wurde Peter Hofstätter.

## Leistungen
Curt Bondy trug in Hamburg wesentlich zur Angleichung des Studienganges an internationale Standards bei: Er führte die Studienfächer „Sozialpsychologie“ und „Psychologische Methodenlehre“ ein und referierte in seinen Vorlesungen auch die Psychoanalyse Sigmund Freuds. Unter Bondys Leitung wurden die ersten Intelligenztests für deutsche Erwachsene und Kinder standardisiert – der bekannteste ist der Hamburg-Wechsler-Intelligenztest für Erwachsene (HAWIE, 1956). Er initiierte an der Universität Hamburg den Studiengang „Sozialpädagogik“ und entwickelte ein Konzept des Ineinandergreifens akademischer und praktischer Ausbildung an einer von ihm geschaffenen Erziehungsberatungsstelle, das die Entwicklung der Klinischen Psychologie beeinflusste.

## Schriften (Auswahl)
- Die proletarische Jugendbewegung in Deutschland mit besonderer Berücksichtigung der Hamburger Verhältnisse . Saal, Lauenburg (Elbe) 1922.Digitalisat
- Pädagogische Probleme im Jugend-Strafvollzug. Bensheimer, Mannheim 1925. (=Hamburgische Schriften zur gesamten Strafrechtswissenschaft 8)
  - Pädagogische Probleme im Jugendstrafvollzug, 1925; Neuausgabe mit einem Vorwort von Klaus Eyferth und einem Nachtrag von Jörg Ziegenspeck, Lüneburg: Verlag Erlebnispädagogik 1997.
- Scheuen. Pädagogische und psychologische Betrachtungen zum Lüneburger Fürsorgeerziehungsprozeß. Heymanns, Berlin 1931. (=Beiträge zur Jugendhilfe 14)
- Bindungslose Jugend. Eine sozialpädagogische Studie über Arbeits- und Heimatlosigkeit. Von Curt Bondy und Klaus Eyferth. Hrsg. von der Gilde Soziale Arbeit. Steinebach, München 1952. (=Unsere Jugend . Beiheft 4)
- Jugendliche stören die Ordnung. Bericht und Stellungnahme zu den Halbstarkenkrawallen. Juventa, München 1957. (=Schriftenreihe der Arbeitsgemeinschaft für Jugendpflege und Jugendfürsorge. Band 1)
- Einführung in die Psychologie. Von Curt Bondy unter Mitarbeit von Dietrich Eggert. Ullstein, Frankfurt am Main 1967. (=Ullstein-Buch 2644)